# Good till date order
Good till date order is een Engelse term die gehanteerd wordt in de handel in effecten. Het is een van de looptijdcondities die mogelijk is op de Nederlandse beurs, binnen het daar gebruikte handelssysteem NSC.
De Good till Date order is een order waarvan bij opgave een precieze einddatum opgegeven wordt.

Wordt voor die datum aan de voorwaarden van de betreffende order voldaan, dan zal de order uitgevoerd worden. De datum mag overigens maximaal één jaar in de toekomst liggen.